# آرون هالفاكر
آرون هالفكر (بالإنجليزية: Aaron Halfaker)‏ هو عالم كمبيوتر أمريكي وكان عالم أبحاث رئيسي في مؤسسة ويكيميديا حتى عام 2020، ومتطوع في إداري في ويكيبيديا الإنجليزية.

## التعليم والعمل
حصل هالفكر على درجة البكالوريوس في علوم الكمبيوتر من كلية سانت سكولاستيكا في عام 2006، حيث بدأ تخصصًا في العلاج الطبيعي لكنه تحول إلى علوم الكمبيوتر بعد أن درس البرمجة مع الأستاذة المشاركة ديانا جونسون.
حصل لاحقًا على درجة الدكتوراه. حصل على درجة الدكتوراه في علوم الكمبيوتر من معمل أبحاث GroupLens في جامعة مينيسوتا في عام 2013.
وهو معروف بأبحاثه على ويكيبيديا وانخفاض عدد المحررين النشطين للموقع. وقد قال أن ويكيبيديا بدأت «مرحلة تراجع» حوالي عام 2007 واستمرت في الانخفاض منذ ذلك الحين.
درس Halfaker أيضًا الحسابات الآلية على ويكيبيديا، والمعروفة باسم الروبوتات، والطريقة التي تؤثر بها على المساهمين الجدد في الموقع.
أثناء دراسته، قام مع ستيوارت جيجر بتطوير أداة لتحرير ويكيبيديا تسمى " Snuggle "، والهدف منها هو القضاء على التخريب والبريد العشوائي، وكذلك لتسليط الضوء على المساهمات البناءة من قبل المحررين الجدد.
عمل على بناء محرك ذكاء اصطناعي يُعرف باسم «خدمة تقييم المراجعة الموضوعية» (أو ORES اختصارًا)، يستخدم لتحديد أعمال التخريب على ويكيبيديا وتمييزه عن تعديلات حسن النية.